# EPR (ядерний реактор)

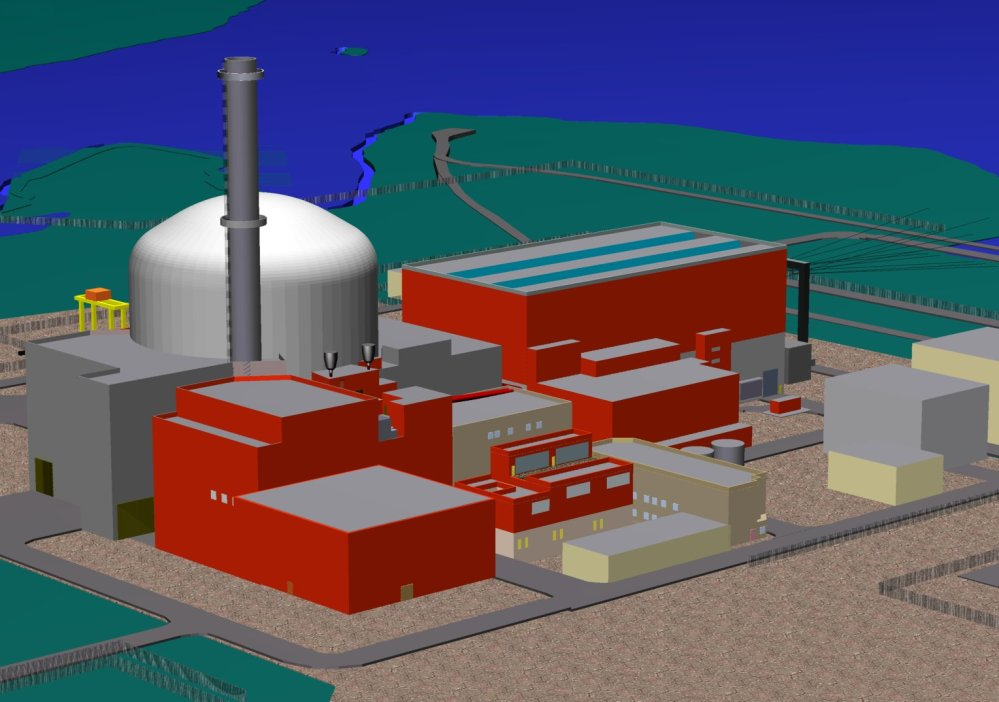
Комп’ютерний рендер вигляду електростанції EPR

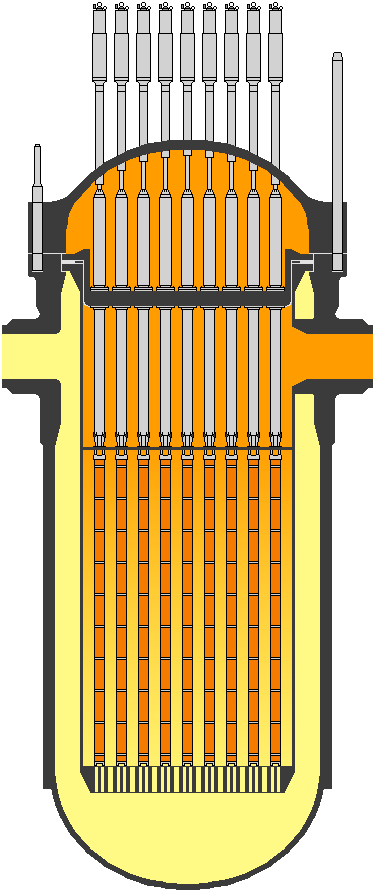
Корпус реактора EPR

EPR це проект третього покоління реакторів з водою під тиском. Він був спроектований і розроблений в основному Framatome (частина Areva між 2001 та 2017) та Électricité de France (EDF) у Франції, та Siemens у Німеччині. У Європі таку конструкцію реактора назвали European Pressurised Reactor, а інтернаціоналізована назва була Evolutionary Power Reactor, але тепер називається просто EPR.
Першим діючим блок EPR був побудований у Китаї Тайшань 1, який почав комерційну експлуатацію в грудні 2018 року. Тайшань 2 почав комерційну експлуатацію у вересні 2019 року. Європейські блоки поки що страждають від тривалих затримок у будівництві та значних перевитрат. Перший розпочатий блок ЕПР будеється на Олкілуото у Фінляндії, спочатку планувалося ввести в експлуатацію в 2009 році, розпочати комерційну експлуатацію в 2023 році, затримка на чотирнадцять років. Розпочате будівництво другого блоку EPR на Фламанвіль у Франції, також стикається з десятирічною затримкою введення в експлуатацію (з 2013 по 2024 рік). Два блоки на Хінклі Пойнт у Сполученому Королівстві отримали остаточне схвалення у вересні 2016 року; Очікується, що перший блок запрацює в 2027 році.
EDF визнає серйозні труднощі при створенні дизайну EPR. У вересні 2015 року EDF заявила, що розробляється проект EPR «нової моделі» (пізніше названий EPR 2) і що їх буде простіше і дешевше побудувати.

## Проект

### EPR
Основними цілями конструкції EPR третього покоління є підвищена безпека з одночасним забезпеченням підвищеної економічної конкурентоспроможності шляхом удосконалення попередніх конструкцій реакторів з водою під тиском, збільшених до вихідної електричної потужності близько 1650 МВт (нетто) тепловою потужністю 4500 МВт. Реактор може використовувати паливо з 5% збагаченого оксиду урану, паливо з переробленого урану або 100% змішане паливо з оксиду урану і плутонію, покрите цирконієвим сплавом M5 від Areva. EPR є еволюційним нащадком реакторів Framatome N4 і Siemens Power Generation Division "Konvoi". Siemens припинив свою ядерну діяльність у 2011 році. EPR був розроблений для більш ефективного використання урану, ніж старі реактори другого покоління, використовуючи приблизно на 17% менше урану на кіловат-годинуї виробленої електроенергії, ніж ці старі реакторні технології.
Дизайн пройшов через ряд ітерацій. Концептуальний проект 1994 року мав вихідну потужність 1450 МВт, таку саму, як і Framatome N4, але використовував інструменти Siemens Konvoi, а також нову систему безпеки уловлювача активної зони. До 1995 року виникло занепокоєння з приводу надмірної вартості МВт, і вихідну потужність було збільшено до 1800 МВт у проекті 1997 року, хоча згодом її було зменшено до 1650 МВт (нетто) у остаточному сертифікованому проекті, для частоти мережі 50 Гц. Він має 4 контури охолодження з 1 парогенератором на контур. Між петлями та гарячою та холодною частинами кожної петлі є бетонні стіни для захисту від збоїв. Окрім двошарової оболонки, є бетонна стіна, що оточує основні компоненти системи всередині оболонки.
Конструкція EPR має кілька активних і пасивних заходів захисту від аварій:
- Чотири незалежні системи аварійного охолодження, кожна з яких забезпечує необхідне охолодження тепла розпаду[en], яке триває від 1 до 3 років після початкової зупинки реактора (тобто 300% резервування)[17]
- Герметична оболонка навколо реактора
- Додатковий контейнер і зона охолодження, якщо розплавленій активній зоні вдасться вийти з реактора (див. будівлю захисної оболонки та уловлювач активної зони)
- Двошарова бетонна стіна загальною товщиною 2,6 м, розроблена таким чином, щоб витримувати удари літаків і внутрішній надлишковий тиск, а також низький вакуум у міжтрубному просторі між двома шарами.[18]

EPR має проектну максимальну частоту пошкодження активної зони 6.1 × 10−7 на станцію на рік і загальну вихідна потужність 1770 МВт для частоти мережі 50 Гц. Версія, подана до NRC США, має вихідну потужність 1600 МВт (нетто).

### EPR2

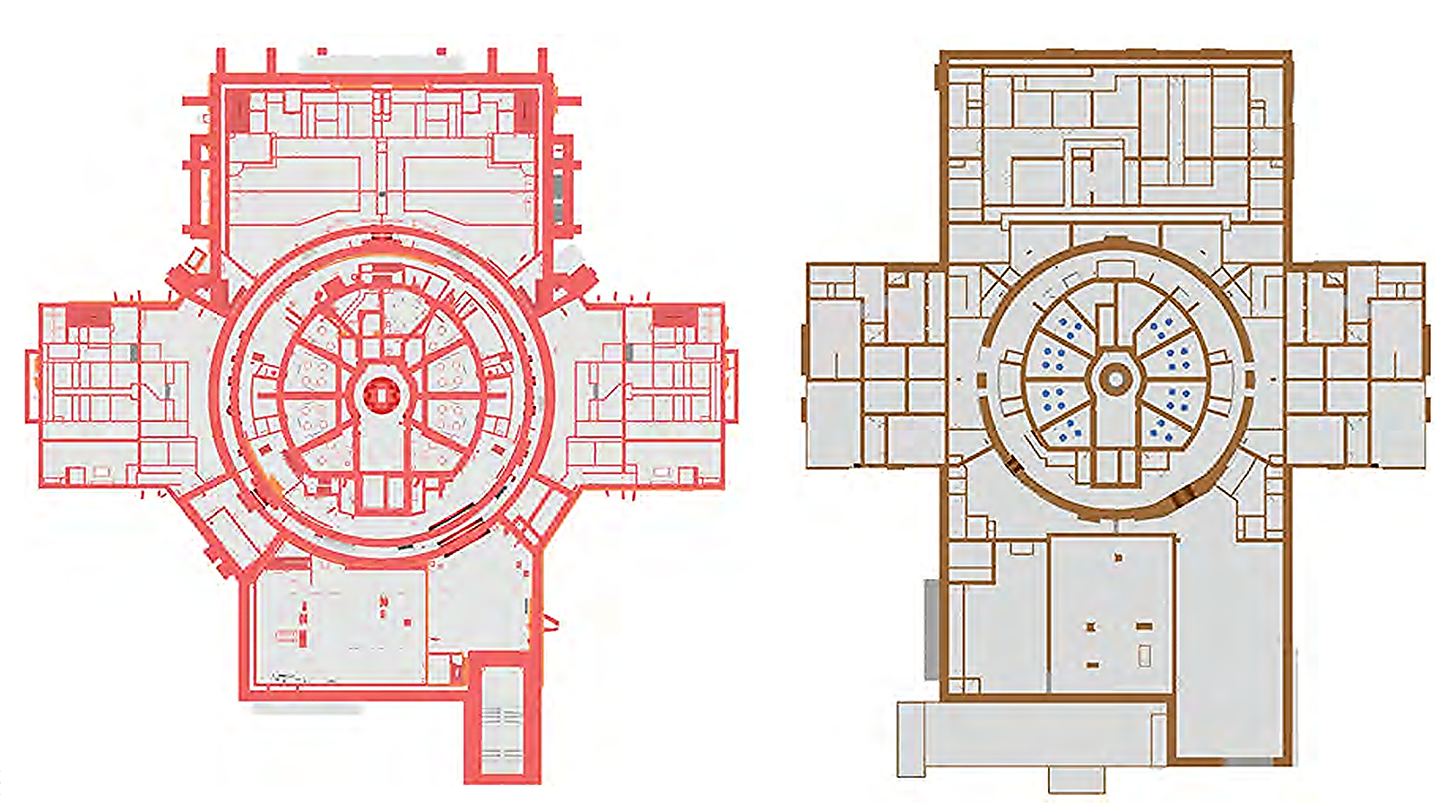
Поверховий план будівлі реактора EPR2 (праворуч). Він має одностінну попередньо напружену бетонну захисну конструкцію з металевою обшивкою та меншою кількістю кутових стін

У 2013 році EDF визнала труднощі, з якими вона зіткнулася при розробці проекту EPR, а її голова з виробництва та розробки Ерве Машено заявив, що EDF втратила домінуючу міжнародну позицію в проектуванні та будівництві атомних електростанцій. Машено зазначив, що EDF розглядає можливість проектування двох нових реакторів меншої потужності, один з потужністю 1500 МВт, а інший — 1000 МВт. Машено заявив, що буде період роздумів щодо найкращого способу вдосконалення конструкції EPR, щоб знизити його ціну та включити покращення безпеки після Фукусіми.
У вересні 2015 року виконавчий директор EDF Жан-Бернар Леві заявив, що дизайн «нової моделі» EPR, або «EPR2», був опрацьований таким чином щоб його було б легше будувати та він був готовий до замовлень приблизно з 2020 року, описуючи його в 2016 році як "реактор, який пропонує ті самі характеристики, що й сьогоднішній EPR, але його буде дешевше побудувати з оптимізованими часом будівництва та витратами".
У 2016 році EDF планувала побудувати дві нові моделі реакторів EPR у Франції до 2030 року, щоб підготуватися до оновлення свого парку старих реакторів. Однак після фінансових труднощів у Areva та її злиття з EDF міністр екології Франції Ніколя Юло заявив у січні 2018 року, що «поки [будівництво нової моделі EPR] не є ні пріоритетом, ні планом. Зараз пріоритетом є розвиток відновлюваної енергетики. і зменшити частку ядерної». У галузевому держплані на 2019–2022 роки була закладена робота над «новою версією ЄПР»..
У липні 2019 року французький орган ядерної безпеки ASN опублікував висновок щодо безпеки окресленої нової моделі EPR (EPR2). Було встановлено, що загальна безпека була загалом задовільною, хоча були визначені області для подальшої перевірки. Найбільш помітним спрощенням є одношарова будівля стримування з вкладишем на відміну від подвійного шару EPR з вкладишем. ASN підкреслив, що припущення в основі проекту EPR про те, що трубопроводи первинного та вторинного контурів охолодження не вийдуть з ладу, може більше не підходити для спрощеного EPR2, і вимагає додаткових демонстрацій безпеки. Ще одне спрощення полягає в тому, що, на відміну від першої конструкції EPR, конструкція EPR2 не дозволяє доступу до будівлі реактора для обслуговування під час роботи реактора, що спрощує конструкцію будівлі реактора.
У 2020 році міністр енергетики Франції Елізабет Борн оголосила, що уряд Франції не ухвалюватиме рішення про будівництво будь-яких нових реакторів, доки після 2022 року не почне працювати Фламанвіль-3, який значно відкладався. За оцінками EDF, будівництво шести ядерних реакторів EPR2 обійдеться щонайменше в 46 мільярдів євро. У звіті Рахункової палати було зроблено висновок, що EDF більше не в змозі самостійно фінансувати будівництво EPR2, тому необхідно вирішити питання фінансування та прибутковості.
Ревізійна служба вимагає від EDF забезпечити фінансування та прибутковість EPR2 перед будівництвом будь-якого у Франції.
У січні 2022 року молодший міністр навколишнього середовища Беранжер Абба заявив, що плани щодо нових реакторів EPR2, які будуть введені в експлуатацію між 2035 і 2037 роками, мають бути представлені приблизно у 2023 році. Рішення було прискорене впливом глобальної енергетичної кризи 2021 року. У червні 2023 року EDF оголосила про початок процесу отримання дозволу на будівництво двох реакторів EPR2 на атомній електростанції Пенлі.
EPR2 вимагає 250 типів труб замість 400 для EPR, 571 клапан замість 13300 клапанів для EPR і 100 типів дверей замість 1700 в EPR. EPR2 також використовує більше готових компонентів, і електричні будівлі можуть бути повністю збірними. Четверта аварійна/запобіжна система/ланка охолодження реактора видалена, що означає, що технічне обслуговування можна проводити лише після зупинки станції. Цей потяг було додано на прохання німецьких електриків до оригінальної конструкції EPR, щоб забезпечити технічне обслуговування в режимі живлення. Керноуловлювач був змінений. Він має чисту вихідну потужність 1670 МВт.

### EPR1200
Розробляється менший варіант EPR2 з використанням трьох замість чотирьох контурів теплоносія, що генерує 1200 МВт чистої енергії, EPR1200, призначений для експорту. У лютому 2023 року регулятор ASN видав позитивний висновок щодо характеристик безпеки EPR1200.